# 諸葛綽
諸葛 綽（しょかつ しゃく、生没年不詳）は、中国三国時代の呉の騎都尉。徐州琅邪郡陽都県の人。
後に呉の大権を握る諸葛恪の長男。二宮事件で魯王孫覇に深く関わったことから、孫権はその身柄を諸葛恪に渡し、教育をし直すよう命じた。これを受け諸葛恪は、諸葛綽に毒を飲ませて殺害した。